# I Live My Life for You
I Live My Life for You è una power ballad del gruppo musicale statunitense FireHouse, estratta come primo singolo dal loro terzo album 3 nel febbraio 1995. Ha raggiunto la posizione numero 26 della Billboard Hot 100. Viene generalmente considerata come l'ultima canzone pubblicata da una band hair metal capace di avere un impatto significativo in classifica, cosa degna di nota in quanto venne pubblicata nel 1995, ovvero tre anni dopo che il genere era passato di moda a causa dell'avvento del movimento grunge.
Secondo quanto affermato dal cantante C.J. Snare, i FireHouse sono stati l'unica band nel loro genere capace di piazzare un brano di successo negli Stati Uniti nel bel mezzo della scena musicale di Seattle.

## Tracce
1. I Live My Life for You – 4:21
2. I Live My Life for You (acustica) – 4:21
3. What's Wrong – 4:32

## Classifiche
| Classifica (1995)                | Posizione massima |
| -------------------------------- | ----------------- |
| Canada                           | 17                |
| Stati Uniti                      | 26                |
| Stati Uniti (adult contemporary) | 20                |
| Stati Uniti (pop)                | 14                |
| Stati Uniti (radio)              | 36                |